# سيريل مونتانا
سيريل مونتانا (بالفرنسية: Cyril Montana)‏ هو كاتب وصحفي فرنسي، ولد في 31 ديسمبر 1969 في فرنسا.

## وصلات خارجية
- سيريل مونتانا على موقع IMDb (الإنجليزية)
- سيريل مونتانا على موقع ألو سيني (الفرنسية)
- سيريل مونتانا على موقع كينوبويسك (الروسية)